# 波佩什蒂-萊奧爾代尼
波佩什蒂-萊奧爾代尼是羅馬尼亞的城鎮，位於該國南部，距離首府布加勒斯特7公里，由伊爾福夫縣負責管轄，面積55.8平方公里，海拔高度75米，2009年人口16,068，大多數居民信奉東正教。